# Vendetta (album Mica Geronimo)
Vendetta – wydany 4 listopada 1997 album amerykańskiego rapera Mica Geronimo. Jest to jego drugi album. Promuje go singel Nothin Move But The Money.

## Lista utworów
| #  | Tytuł                               | Producent(ci)               | Występujący                                             |
| -- | ----------------------------------- | --------------------------- | ------------------------------------------------------- |
| 1  | "Nothin Move But The Money"         | Daven "Prestige" Vanderpool | Mic Geronimo, Kelly Price                               |
| 2  | "Vendetta"                          | The Legendary Traxster      | Mic Geronimo                                            |
| 3  | "Survival"                          | Havoc                       | Mic Geronimo                                            |
| 4  | "Lfe 'N' Lessons"                   | Irv Gotti                   | Mic Geronimo                                            |
| 5  | "For Tha Family"                    | K-Def                       | Mic Geronimo                                            |
| 6  | "Street Life"                       | Chris Large                 | Mic Geronimo, Monifah                                   |
| 7  | "Be Like M.I.C."                    | Chris "Ju Ju" Whitney       | Mic Geronimo                                            |
| 8  | "Unstoppable"                       | Pete Rock                   | Mic Geronimo                                            |
| 9  | "Single Life"                       | Irv Gotti                   | Mic Geronimo, Carl Thomas, Jay-Z                        |
| 10 | "Things Ain’t What They Used To Be" | Prince Kaysaan              | Mic Geronimo                                            |
| 11 | "How You Been"                      | Buckwild                    | Mic Geronimo                                            |
| 12 | "Usual Suspects"                    | Daven Prestige Vanderpool   | Mic Geronimo, DMX, Ja Rule, Jadakiss, Styles P, Tragedy |